# ラグビージンバブエ代表
ラグビージンバブエ代表（ラグビージンバブエだいひょう）は、ジンバブエラグビー協会によるラグビーユニオンのナショナルチーム。愛称は「セーブルス」 (Sables)である。

## 概要
最初のテストマッチは1910年7月30日のブリティッシュ・ライオンズ戦であった。
ワールドカップには1987年の第1回と1991年の第2回と連続出場。いずれもアフリカから唯一の出場であったが、2大会共に全敗に終わった。
1995年以降は国際舞台に復帰した伝統的なラグビー強国の南アフリカ共和国（スプリングボクス）だけでなくナミビアの後塵を拝しており、長らくW杯への出場は果たせていなかったが、2024年に久しぶりにアフリカカップを制すると、2027年ワールドカップの予選となる2025年のアフリカカップも連覇し、久しぶりのワールドカップ出場を決めた。

## ワールドカップの成績
- 1987年 - プール戦敗退
- 1991年 - プール戦敗退
- 1995年 - 予選敗退
- 1999年 - 予選敗退
- 2003年 - 予選敗退
- 2007年 - 予選敗退
- 2011年 - 予選敗退
- 2015年 - 予選敗退
- 2019年 - 予選敗退
- 2023年 - 予選敗退
- 2027年 - 本大会出場